# Heimschuh
Heimschuh osztrák község Stájerország Leibnitzi járásában. 2017 januárjában 1986 lakosa volt.

## Elhelyezkedése

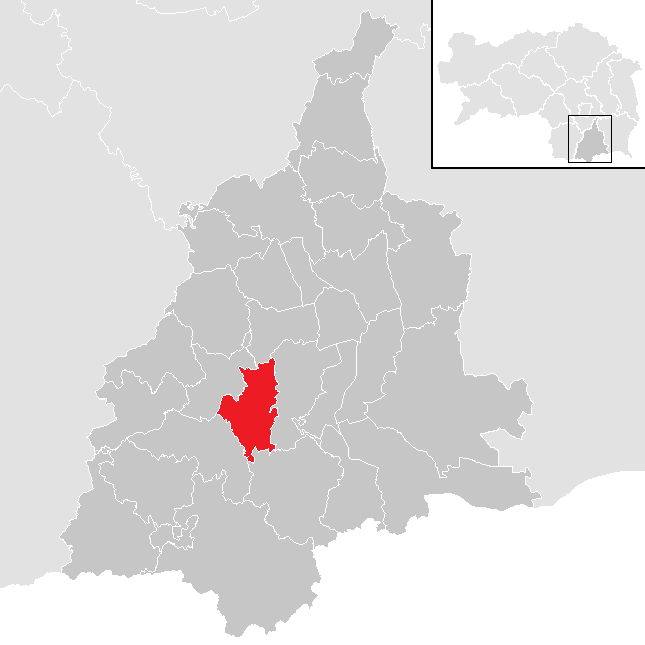
Heimschuh a Leibnitzi járásban

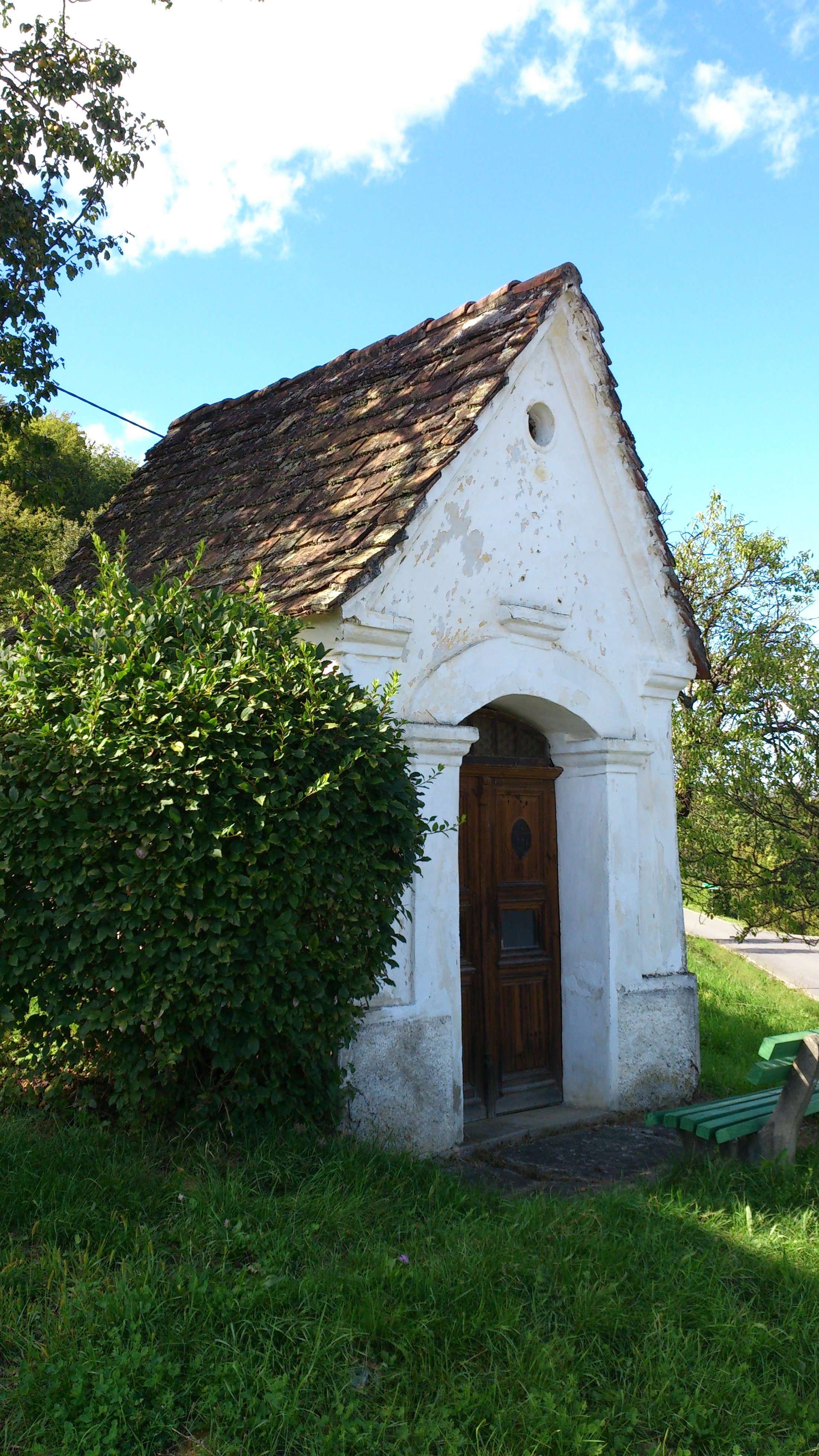
A mezei kápolna

Heimschuh a tartomány déli részén fekszik a Nyugat-Stájerország régióban, a Sulm (a Mura mellékfolyója) mentén. Az önkormányzat 6 falut fog össze (Pernitsch kivételével valamennyit a saját katasztrális községében): Heimschuh (1028 lakos), Kittenberg (43), Muggenau (132), Nestelberg (289), Pernitsch (93), Unterfahrenbach (421).
A környező települések: északra Tillmitsch, keletre Leibnitz, délkeletre Gamlitz, délnyugatra Großklein, északnyugatra Kitzeck im Sausal. 

## Története
A Sulm völgye az ókorban árvízjárta medence volt, így alig lakták; az első lakói az illírek voltak, akik a mai falutól nyugatra fekvő Königsbergen telepedtek meg. A római időben itt futott a Flavia Solva (ma Leibnitz) és a Noricum provincia fővárosa, a mai Karintiában fekvő Virunum közötti útvonal. Ebből a korszakból származnak egy római ház márványkockái és néhány kelta halomsír.
970-ben I. Ottó császár a salzburgi érseknek adományozta a Sulm és a Laßnitz folyók közti régiót, amibe beletartozott Heimschuh területe is. A falut feltehetően Gunther von Heunburg (vagy Heimburg) alapította a 11. században, amikor a térség még a Stájer Hercegség elődjéhez, a Muravidéki (vagy Karantán) őrgrófsághoz tartozott. Nevének második tagja valószínűleg a kis erdőt jelentő középnémet Schachen szóból ered. Heimschuh első írásos említése 1144-ből származik hempsach formában. 1256-ban Haymschachként írják a nevét.
A falu birtokosai 1381-1453 között az a nemzetség volt, amely felvette a település nevét. Első képviselőjük Fritczel von Haimtschach, utolsó Sigmund Haimtschacher volt. A Sulm szabályozásával elmúlt az árvízveszély és a termékeny talajnak köszönhetően megindult a falu gyarapodása. Az ófalu, Kleinheimschuh mellett felépült az új Großheimschuh.
Az 1848-as polgári forradalom után a lakosság felszabadult a feudális kötöttségek alól és 1850-ben megalakult a községi önkormányzat. Ausztria 1938-as Német Birodalomhoz csatolását követően Heimschuh a Stájerországi reischsgauhoz tartozott, a második világháború után pedig a brit megszállási zónába került.
1967-ben a szomszédos Nestelberg községet és Fahrenbach egyes részeit Heimschuhhoz csatolták. 

## Lakosság
A heimschuhi önkormányzat területén 2017 januárjában 1986 fő élt. A lakosság 1961 óta (akkor 1516 lakos) egyenletesen gyarapodott; ez a trend csak 2016-ban fordult meg. 2014-ben a helybeliek 97,7%-a volt osztrák állampolgár; a külföldiek közül 0,6% a régi (2004 előtti), 1,1% az új EU-tagállamokból érkezett. A munkanélküliség 2,2%-os volt. 

## Látnivalók
- a Szt. Zsigmond-plébániatemplom elődje 1170-ben már létezett. Mai formájában a barokk korszakból származik, amikor a korábbi román és gótikus épületet átépítették. Egyes gótikus részei, mint a torony, vagy a déli bejárat, megmaradtak. Főoltára korai barokk stílusú. Az önálló heimschuhi egyházközség (és a plébániatemplomi státusz) 1948-ban jött létre.
- a mezei kápolna (Flurkapelle)

## Testvértelepülések
- Bistrica ob Sotli (Szlovénia)

## Fordítás
- Ez a szócikk részben vagy egészben  a   Heimschuh című német Wikipédia-szócikk ezen változatának fordításán alapul.  Az eredeti cikk szerkesztőit annak laptörténete sorolja fel. Ez a jelzés csupán a megfogalmazás eredetét és a szerzői jogokat jelzi, nem szolgál a cikkben szereplő információk forrásmegjelöléseként.